# Procarididea
Procaridoidea è una superfamiglia di gamberi, alla quale appartengono 11 specie. Sei di queste sono i generi Procaris e Vetericaris, che insieme formano la famiglia Procarididae. Le  restanti cinque specie sono conosciute solo come fossili e appartengono al genere Udora.